# Chabralòcha
Chabralòcha és un municipi francès situat al departament del Puèi Domat i a la regió d'Alvèrnia-Roine-Alps. L'any 2007 tenia 1.286 habitants.
L'etimologia popular fa venir l'origen del seu nom de "chabra" i "aucha", que signifiquen "cabra" i "oca" en occità.

## Demografia

### Població
El 2007 la població de fet de Chabralòcha era de 1.286 persones. Hi havia 537 famílies de les quals 158 eren unipersonals (59 homes vivint sols i 99 dones vivint soles), 158 parelles sense fills, 158 parelles amb fills i 63 famílies monoparentals amb fills.
La població ha evolucionat segons el següent gràfic:
Habitants censats

### Habitatges
El 2007 hi havia 645 habitatges, 552 eren l'habitatge principal de la família, 37 eren segones residències i 56 estaven desocupats. 513 eren cases i 129 eren apartaments. Dels 552 habitatges principals, 390 estaven ocupats pels seus propietaris, 145 estaven llogats i ocupats pels llogaters i 17 estaven cedits a títol gratuït; 4 tenien una cambra, 30 en tenien dues, 75 en tenien tres, 213 en tenien quatre i 230 en tenien cinc o més. 387 habitatges disposaven pel capbaix d'una plaça de pàrquing. A 230 habitatges hi havia un automòbil i a 226 n'hi havia dos o més.

### Piràmide de població
La piràmide de població per edats i sexe el 2009 era:
| Homes | Edats   | Dones |
| ----- | ------- | ----- |
| 0     | 95 o +  | 0     |
| 0     | 90 a 94 | 8     |
| 0     | 85 a 89 | 16    |
| 12    | 80 a 84 | 4     |
| 20    | 75 a 79 | 40    |
| 28    | 70 a 74 | 44    |
| 56    | 65 a 69 | 40    |
| 28    | 60 a 64 | 36    |
| 28    | 55 a 59 | 36    |
| 48    | 50 a 54 | 40    |
| 64    | 45 a 49 | 52    |
| 60    | 40 a 44 | 56    |
| 64    | 35 a 39 | 52    |
| 32    | 30 a 34 | 36    |
| 32    | 25 a 29 | 40    |
| 36    | 20 a 24 | 20    |
| 64    | 15 a 19 | 56    |
| 40    | 10 a 14 | 36    |
| 28    | 5 a 9   | 36    |
| 20    | 0 a 4   | 28    |

## Economia
El 2007 la població en edat de treballar era de 817 persones, 570 eren actives i 247 eren inactives. De les 570 persones actives 514 estaven ocupades (283 homes i 231 dones) i 57 estaven aturades (24 homes i 33 dones). De les 247 persones inactives 103 estaven jubilades, 62 estaven estudiant i 82 estaven classificades com a «altres inactius».

### Ingressos
El 2009 a Chabralòcha hi havia 571 unitats fiscals que integraven 1.322 persones, la mediana anual d'ingressos fiscals per persona era de 14.727 €.

### Activitats econòmiques
Dels 83 establiments que hi havia el 2007, 1 era d'una empresa extractiva, 3 d'empreses alimentàries, 13 d'empreses de fabricació d'altres productes industrials, 11 d'empreses de construcció, 19 d'empreses de comerç i reparació d'automòbils, 3 d'empreses de transport, 7 d'empreses d'hostatgeria i restauració, 1 d'una empresa d'informació i comunicació, 1 d'una empresa financera, 4 d'empreses immobiliàries, 4 d'empreses de serveis, 9 d'entitats de l'administració pública i 7 d'empreses classificades com a «altres activitats de serveis».
Dels 21 establiments de servei als particulars que hi havia el 2009, 1 era una oficina de correu, 1 una oficina bancària, 1 funerària, 2 tallers de reparació d'automòbils i de material agrícola, 2 autoescoles, 2 paletes, 3 guixaires pintors, 2 fusteries, 1 electricista, 3 perruqueries, 2 restaurants i 1 saló de bellesa.
Dels 13 establiments comercials que hi havia el 2009, 1 era un supermercat, 1 una botiga de més de 120 m², 1 una fleca, 2 carnisseries, 1 una llibreria, 1 una botiga de roba, 1 una botiga d'equipament de la llar, 2 sabateries, 2 drogueries i 1 una floristeria.
L'any 2000 a Chabralòcha hi havia 11 explotacions agrícoles que ocupaven un total de 132 hectàrees.

## Equipaments sanitaris i escolars
L'únic equipament sanitari que hi havia el 2009 era una farmàcia.
El 2009 hi havia una escola elemental.

## Poblacions més properes
El següent diagrama mostra les poblacions més properes.